# Gauliga Elsaß
De Gauliga Elsaß werd opgericht in 1940 nadat de Elzas opnieuw bij Duitsland gevoegd werd. De provincie Elzas-Lotharingen werd na de Eerste Wereldoorlog afgestaan aan Frankrijk, maar werd aan het begin van de Tweede Wereldoorlog weer bij Duitsland gevoegd. 
Een aantal clubs speelden voor de Eerste Wereldoorlog ook al in de Duitse competities en namen na de oorlog een Franse naam aan, nu werden de namen opnieuw verduitst. 
De kampioen plaatste zich voor de eindronde om het Duitse landskampioenschap. Na de Tweede Wereldoorlog werden alle Gauliga's opgeheven.

## Erelijst
| Seizoen | Kampioen        | Vicekampioen       |
| 1940-41 | FC Mülhausen 93 | Rasen SC Straßburg |
| 1941-42 | SG SS Straßburg | Rasen SC Straßburg |
| 1942-43 | FC Mülhausen 93 | Rasen SC Straßburg |
| 1943-44 | FC Mülhausen 93 | SG SS Straßburg    |

1940/41 · 1941/42 · 1942/43 · 1943/44 · 1944/45
Originele Gauliga's: Baden · Bayern · Berlin-Brandenburg · Hessen · Mitte · Mittelrhein · Niederrhein · Niedersachsen · Nordmark · Ostpreußen · Pommern · Sachsen · Schlesien · Südwest-Mainhessen · Westfalen · Württemberg

Gauliga's na 1939: Hamburg · Hessen-Nassau · Köln-Aachen · Kurhessen · Mecklenburg · Moselland · Niederschlesien · Oberschlesien · Osthannover · Schleswig-Holstein · Südhannover-Braunschweig · Weser-Ems · Westmark

Gauliga's in bezette gebieden: Böhmen und Mähren · Danzig-Westpreußen · Elsaß · Generalgouvernement · Sudetenland · Ostmark · Wartheland